# 埃爾邁拉鎮區 (伊利諾伊州斯塔克縣)
埃爾邁拉（英語：Elmira Township）是位於美國伊利諾伊州斯塔克縣的一個行政鎮區。

## 地方資料
根據2010年美國人口普查的數據，埃爾邁拉的面積為91.50平方千米，當中陸地面積為91.50平方千米，而水域面積為0.00平方千米。當地共有人口307人，而人口密度為每平方千米3.36人。